# August Lang (Politiker)
August „Gustl“ Richard Lang (* 26. Februar 1929 in Eslarn; † 29. September 2004 in Weiden in der Oberpfalz) war ein deutscher Politiker der CSU. Zwischen 1982 und 1993 gehörte er als Staatsminister in verschiedenen Ressorts der Bayerischen Staatsregierung an.

## Leben
Lang wurde als viertes von elf Kindern geboren. Als sein Vater als Justizsekretär an das Landgericht versetzt wurde, zog die Familie 1938 von Eslarn nach Weiden in der Oberpfalz.
Dort besuchte Lang das Gymnasium und schloss es 1949 mit dem Abitur ab. Lang nahm an der Universität Erlangen ein Studium der Rechtswissenschaft und Volkswirtschaftslehre auf. 1958 legte er die Große juristische Staatsprüfung ab und gründete 1959 in Weiden eine eigene Anwaltskanzlei. 1960 heiratete Lang Lisl Haberstumpf.
Lang wurde 1966 in den Stadtrat von Weiden und im Jahr darauf zum stellvertretenden Vorsitzenden des CSU-Bezirksverbands Oberpfalz gewählt. 1970 zog August Lang in den Bayerischen Landtag ein. Dort übernahm er nach der Landtagswahl 1974 den Vorsitz der CSU-Fraktion. 1982 berief ihn Ministerpräsident Franz Josef Strauß als Justizminister in sein Kabinett.
1983 wurde Lang Nachfolger von Franz Sackmann als Oberpfälzer Bezirksvorsitzender der CSU. Im Zuge der Kabinettsumbildung nach der Landtagswahl 1986 übernahm er das Innenressort. Nach dem Tod von Strauß im Oktober 1988 wurde Lang im Kabinett Streibl Wirtschaftsminister. Mit dem Rücktritt von Max Streibl und der Wahl Edmund Stoibers zum Ministerpräsidenten verlor er das Amt des Wirtschaftsministers und schied aus dem Kabinett aus.
Im Juni 1993 schied Lang aus dem Kabinett aus und nahm seine Tätigkeit als Anwalt wieder auf. 1998 schied Lang aus dem Bayerischen Landtag aus, 2002 aus dem Weidener Stadtrat.
Am 29. September 2004 erlag August Lang im Alter von 75 Jahren im Klinikum Weiden einem Krebsleiden. Er hinterließ seine Frau und zwei Kinder.
Lang war Mitglied der katholischen Studentenverbindung K.St.V. Rhenania Erlangen im KV.

## Auszeichnungen
- 1983: Ehrenbürger von Weiden in der Oberpfalz
- 1984: Bundesverdienstkreuz 1. Klasse
- 1986: Großes Bundesverdienstkreuz
- Bayerischer Verdienstorden
- 1990: Ehrendoktor der Otto-Friedrich-Universität Bamberg
- Ehrensenator der Ostbayerischen Technischen Hochschule Amberg-Weiden
- 1987: Bayerischer Bierorden

## Wiederaufarbeitungsanlage Wackersdorf
In seine Zeit als Justiz- und dann Innenminister fielen die Auseinandersetzungen um die Wiederaufarbeitungsanlage Wackersdorf (WAA). Im April 1987 verbot Ministerpräsident Strauß Lang die Teilnahme an einer TV-Diskussion des Bayerischen Rundfunks in Salzburg über die österreichisch-bayerischen Unstimmigkeiten über die WAA und über die Einreiseverbote für österreichische WAA-Demonstranten.